# 赫拉克勒斯 (漫威漫畫)
赫拉克勒斯（英語：Hercules）是漫威漫畫中的一名超級英雄，是復仇者聯盟的成員之一，来自奧林匹斯山。是宙斯和阿尔克墨涅的儿子。武器是黄金棒（Golden Mace），由火神赫淮斯托斯制造。也擅长箭术、拳术和摔跤，其他装备还有珀尔修斯之盾、珀琉斯之剑、赫拉克勒斯之箭和地狱头盔。

## 其他媒體

### 電影
- 漫威電影宇宙：由布雷特·戈德斯坦飾演赫拉克勒斯。
  - 《雷神索爾：愛與雷霆》（2022年）：片尾客串